# Benoîte Groult

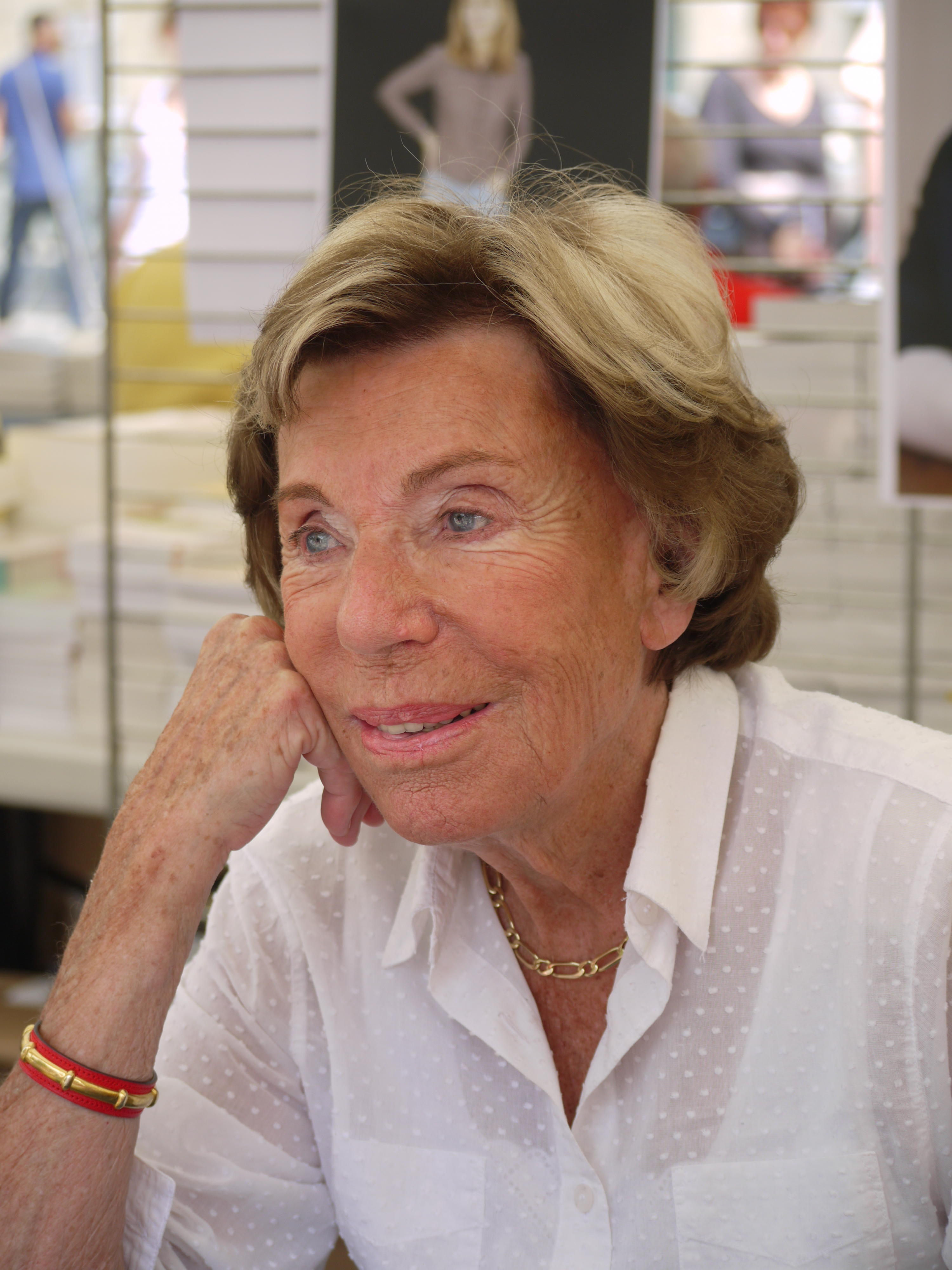
Benoîte Groult (2010)

Benoîte Marie Rose-Nicole Groult (* 31. Januar 1920 in Paris; † 20. Juni 2016 in Hyères) war eine französische Journalistin, Feministin und Schriftstellerin. Ihr bekanntestes Werk ist der Roman Salz auf unserer Haut.

## Leben
Die Tochter der in Frankreich bekannten Modedesignerin Nicole Poiret (1887–1967) und des Innenarchitekten André Groult (1884–1966) wuchs in der Pariser Oberschicht auf. 1943 beendete sie während der deutschen Besatzung das Studium der Literaturwissenschaften mit dem Professeur de lettres. Sie arbeitete zunächst als Lehrerin, danach bis 1953 als Journalistin bei dem damals noch öffentlich-rechtlichen Fernsehsender RTF. Zwischen 1962 und 1968 verfasste sie zusammen mit ihrer jüngeren Schwester Flora (1924–2001) drei Werke. Benoîte Groults erster Roman La part des choses erschien 1972.
Im März 1944 heiratete sie den Medizinstudenten Pierre Heuyer, der acht Monate nach der Heirat an Tuberkulose starb. Von 1946 bis 1950 war sie mit dem französischen Journalisten Georges de Caunes (1919–2004) verheiratet. Der Ehe entstammen zwei Töchter,  die 1946 und 1948 geboren wurden. 1951 heiratete sie den Schriftsteller Paul Guimard (1921–2004), mit dem sie ebenfalls eine Tochter bekam.
2010 wurde sie zum Commandeur der Ehrenlegion ernannt.

## Rezeption
Vorrangig schrieb Groult sozialpsychologisch und historisch fundiert aufbereitete und in essayistischer Form gestaltete Texte zur Geschichte des Feminismus, zur Diskriminierung von Frauen und über die Abneigung von Männern gegenüber Frauen (Misogynie).
In Frankreich galt ihr freizügiger Roman Salz auf unserer Haut (1988) zuerst als pornografisches Skandalbuch; die dadurch erregte Aufmerksamkeit machte Groult jedoch allgemein bekannt und ließ sie mit ihren weiteren Veröffentlichungen europaweit als bedeutende Feministin Anerkennung finden. In Deutschland wurde Salz auf unserer Haut, die Geschichte einer ungewöhnlichen Leidenschaft zwischen einer Pariser Intellektuellen und einem bodenständigen bretonischen Fischer, mit mehr als drei Millionen verkauften Exemplaren ein Bestseller, in Frankreich waren es dagegen 150 000 Exemplare gewesen. 1992 wurde der Roman von Andrew Birkin unter demselben Titel verfilmt; einer der Produzenten war Bernd Eichinger.

## Werke

### Alleinautorin
- La part des choses. Grasset, Paris 1972.
  - Übers. Mauki Venjakob: Die Dinge, wie sie sind. Roman. Zsolnay, Wien 1979; Knaur, München 1999 ISBN 3-426-62031-6
- Ainsi soit-elle. Grasset, Paris 1975
  - Übers. Marita Heinz: Ödipus’ Schwester. Zorniges zur Macht der Männer über Frauen. Knaur, München 1985 ISBN 3-426-08020-6
- Le féminisme au masculin. 1977
  - Übers. Gabriele Krüger-Wirrer: Gleiche unter Gleichen. Männer zur Frauenfrage. Knaur, München 1995 ISBN 3-426-65046-0
- La moitié de la terre. 1981.
  - Übers. Gabriele Krüger-Wirrer: Die Hälfte der Erde. Aufsätze zur Frauenfrage. Knaur, München 1994 ISBN 3-426-65024-X
- Les trois quarts du temps. 1983
  - Übers. Irène Kuhn Leben will ich. Roman. Knaur, München 1983 ISBN 3-426-71107-9
- Les vaisseaux du cœur. 1988
  - Übers. Irène Kuhn: Salz auf unserer Haut. Roman. Droemer Knaur, München 1989 ISBN 978-3-426-19251-1 (Platz 1 der Spiegel-Bestsellerliste von 1989 bis 1991)
- Pauline Roland ou Comment la liberté vint aux femmes. 1991
  - Übers. Kirsten Ruhland-Stephan: Wie die Freiheit zu den Frauen kam. Das Leben der Pauline Roland. Knaur, München 1992 ISBN 3-426-61473-1
- Cette mâle assurance. 1993
  - Übers. Sabine Schwank: Ein Tier mit langen Haaren. Frauenbilder, Männersprüche. Knaur, München 1996 ISBN 3-426-65064-9
- mit Josyane Savigneau: Histoire d’une évasion. 1997.
  - Übers. Irène Kuhn: Leben heißt frei sein. Knaur, München 1998 ISBN 3-426-61455-3
- La touche étoile. 2006
  - Übers. Barbara Scriba-Sethe[6]: Salz des Lebens. Roman. Berlin Verlag, 2007 ISBN 978-3-8333-0539-9
- Mon évasion. Grasset, Paris 2008
  - Übers. Barbara Scriba-Sethe, Irène Kuhn: Meine Befreiung. Autobiografie. Bloomsbury, Berlin 2009 ISBN 978-3-8333-0709-6; wieder Berliner Taschenbuch-Verlag, Berlin 2011 ISBN 978-3-8333-0709-6

### Koautorin mit Flora Groult
- 1962: Journal à quatre mains. Denoel, Paris
  - Deutsche Ausgabe: Tagebuch vierhändig. Eine Chronique intime (übersetzt von Ruth Uecker-Lutz und Brigitte Kahr). List, München 1965; als Taschenbuch: Knaur 2997, München 1991, ISBN 3-426-02997-9.
- 1965: Le Féminin pluriel. Denoel, Paris
  - Deutsche Ausgabe: Juliette und Marianne. Zwei Tagebücher einer Liebe (übersetzt von Karin Reese), Desch, München 1966; als Taschenbuch: Knaur 60082, München 1992, ISBN 3-426-60082-X (zusammen mit Das Haus auf dem Lande. von Fay Weldon und übersetzt von Sybille Koch-Grünberg).
- 1968: Il était deux fois. Denoel, Paris
  - Deutsche Ausgabe: Es war zweimal (übersetzt von Gabriele Krüger-Wirrer). Droemer Knaur, München 1994, ISBN 3-426-65034-7.

### Hörbücher
- Salz auf unserer Haut. Gelesen von Suzanne von Borsody. O.Skar, München 2007, ISBN 978-3-938389-37-9 (stark gekürzte Fassung, 3 CDs)
- Salz des Lebens. Gelesen von Angelika Bartsch. Der Audio Verlag, Berlin 2007, ISBN 978-3-89813-620-4 (4 CDs, 310 Min.)